# Тёмный город (фильм, 1950)
«Тёмный город» (англ. Dark City) — американский чёрно-белый художественный фильм Уильяма Дитерле в стиле нуар. Премьера состоялась 17 октября 1950 года.
Для актёра Чарлтона Хестона этот фильм стал одним из первых, причём он сыграл в нём две роли, абсолютно противоположные по психотипу. Актёры Джек Уэбб и Гарри Морган, известные больше по главным ролям в сериале Облава, также снялись в этом фильме. Музыка к фильму была написана Францем Ваксманом.

## Сюжет
Молодой, красивый и уверенный в себе Дэнни Хэйли (Чарльтон Хестон) является одним из владельцев подпольного игрального клуба. Однажды утром он заходит в кафе «У Сэмми» напротив клуба, чтобы выпить кофе, поговорить с завсегдатаями и послушать певицу Фрэн Гэрлан (Лизабет Скотт). Фрэн явно влюблена в Дэнни, между ними существуют определённые отношения, однако Дэнни категорически отказывается говорить о браке и о каких-либо взаимных обязательствах.
Дэнни звонит сотрудник клуба по прозвищу Солдат и сообщает, что на его заведение совершила налёт полиция. Учитывая, что это уже второй подобный рейд за три месяца, Дэнни направляется в клуб, откуда звонит своему человеку в полиции, требуя разъяснений. В этот момент приходит капитан полиции Гарви (Дин Джаггер), сообщая, что рейд был проведён по его указанию. Он поручает своему помощнику обыскать Дэнни, и тому удаётся лишь в последний момент избавиться от незаконно хранящегося у него пистолета. Гарви уходит, но предупреждает Дэнни и его партнёров, Барни (Эд Бегли) и Оджи (Джек Уэбб), об ответственности за нелегальную деятельность.
В тот же вечер в кафе «У Сэмми» Дэнни знакомится с мелким коммерсантом и ветераном ВВС Артуром Винантом (Дон Дефор), который приехал в их город с целью закупки тренажёров для спортивного клуба. Дэнни видит у него в его бумажнике чек на 5000 долларов, после чего как бы между прочим намекает на возможность сыграть в покер, на что Артур с удовольствием соглашается. Во время игры Артур рассказывает о своём брате Сидни, который прилетает в город на следующее утро, и намекает на то, что его брат может быть опасен. Барни и Оджи сознательно дают Артуру выиграть 325 долларов, чтобы тому показалось, что удача на его стороне. Прощаясь, они договариваются продолжить игру следующим вечером. На следующий вечер Барни и Оджи выигрывают у Артура все его наличные, а затем с помощью Дэнни уговаривают его сыграть ещё, говоря, что он обязательно отыграется. В итоге Артур проигрывает ещё 5 тысяч долларов, и в качестве расплаты вынужден подписать чек, выданный ему на закупку оборудования. 
На следующий день в газетах появляется сообщение о том, что Артур найден в своём гостиничном номере повешенным. Опасаясь, что расследование смерти Артура может привести к ним, Дэнни, Барни, Оджи и Солдат боятся обналичивать чек. Барни предчувствует что-то недоброе, и звонит вечером Дэнни, говоря, что ему кажется, что его кто-то преследует. Дэнни как может утешает его, однако на следующее утро Барни обнаруживают повешенным в его квартире.
Гарви вызывает Дэнни и Оджи к себе, и сообщает, что уверен в том, что между тем фактом, что Артур проиграл в карты большую сумму денег и его самоубийством, а также смертью Барни, наверяка существует связь. Гарви также сообщает, что на месте смерти Артура был найден пустой конверт, адресованный Сидни, который является опасным уголовником, и что Сидни, вероятно, будет мстить за смерть брата. Затем Гарви запрашивает досье на Дэнни, после чего допрашивает его в своём офисе. Выясняется, что Дэнни был героем на войне, однако увлекался выпивкой, а после того, как случайно убил в драке своего ближайшего друга, с которым изменила его любимая жена, был уволен из армии. Тем не менее, Дэнни продолжает отрицать какую-либо связь со смертью Артура.
После неожиданного исчезновения Солдата Дэнни и Оджи решают найти Сидни прежде, чем он найдёт их. Они направляются в Лос-Анджелес по месту жительства Артура, где предполагают установить место пребывания и внешность Сидни. Оджи пытается разыскать какие-либо следы Сидни, используя свои профессиональные связи, в то время, как Дэнни под видом страхового агента направляется к вдове Артура Виктории (Вивека Линдфорс) под предлогом, что должен найти Сидни так как у того находится полис страхования жизни Артура.
Дэнни удаётся расположить к себе Викторию и её сына Билли, вместе с которыми он на следующий день посещает парк аттракционов. После чего вместе с Викторией Дэнни перерывает весь домашний архив в поисках фотографии Сидни, однако им так ничего не удаётся найти. В конце концов, Виктория сознаётся, что уничтожила все документы, которые имеют отношение к Сидни, так как боялась, что это может угрожать ей и Билли, рождённого от Сидни, которого она назвала психопатом. Когда Билли родился, Артур был в армии. Вернувшись, он признал Билли как родного сына. Виктория очень уважала Артура за этот поступок, однако они не любили друг друга. Виктория говорит также, что не знает, как ей жить дальше, так как Артур выплачивал ипотеку за дом и полностью содержал её с сыном. На следующий день Дэнни провёл с Викторией романтический вечер в планетарии, и после возвращения домой, поцеловал её. Не в силах более скрывать правду, он сознается, кто он такой на самом деле, после чего разгневанная Виктория выгоняет его из дома.
По возвращении в гостиницу, Дэнни арестовывают по обвинению в убийстве Оджи, который найден повешенным в мотеле. Управляющий, который обнаружил тело, сообщает, что слышал, как Дэнни и Оджи громко спорили незадолго до того. В Лос-Анджелес приезжает Гарви, который уверен в том, что Дэнни не убивал Оджи. Он уговаривает своих коллег выпустить Дэнни на свободу при условии, что тот немедленно покинет Лос-Анджелес. Дэнни полагает, что полиция собирается его использовать в качестве наживки для поимки настоящего убийцы, которым, как полагает Гарви, является Сидни.
От Фрэн Дэнни узнаёт, что Солдат переехал в Лас-Вегас и работает там в казино. Дэнни приезжает туда и получает работу крупье. Через некоторое время в казино появляется и Фрэн, устраиваясь в качестве певицы. Получив свой первый заработок, Дэнни идёт в соседнее казино, где играет на все свои деньги. Тем временем в казино звонит Виктория и передаёт Фрэн, что Сидни через Билли выяснил адрес Дэнни и направляется в Лас-Вегас. Фрэн находит Дэнни и сообщает ему об этом. Дэнни ставит все свои деньги, несколько раз выигрывает, получая в общей сложности свыше 11 тысяч долларов. После чего он просит Фрэн, в случае, если с ним что-либо случится, следующим же утром отправить эти деньги Виктории. Полагая, что Дэнни влюблён в Викторию, Фрэн решает уехать в Чикаго.
Дэнни тем временем приходит в номер и готовится к нападению Сидни, устраивая на него засаду. Однако оказывается, что Сидни уже пробрался в его комнату заранее. Он нападает на Дэнни сзади и начинает его душить. В этот момент в комнату врывается Гарви в сопровождении полицейских и стреляет в Сидни, убивая его при попытке к бегству. Гарви сознаётся, что он действительно использовал Дэнни как приманку, чтобы поймать Сидни.
На следующее утро в аэропорту Фрэн собирается улетать в Чикаго. В последний момент прибегает Дэнни и говорит, что любит только её, она разворачивается и они вместе идут по направлению к городу.

## В ролях
- Чарлтон Хестон — Дэнни Хэйли/Ричард Брэнтон
- Лизабет Скотт — Фрэн Гэрлан
- Вивека Линдфорс — Виктория Винант
- Дин Джаггер — капитан Гарви
- Дон Дефор — Артур Винант
- Джек Уэбб — Оджи
- Эд Бегли — Барни
- Майк Мазурки — Сидни Винант
- Марк Кеунинг — Билли Винант
- Гарри Морган — Солдат
- Уолтер Сэнд — Швед
- Грета Гранстедт — Марджи (в титрах не указана)

## Оценка критики
Сразу после выхода фильма кинокритик Босли Кроутер из «Нью-Йорк таймс» похвалил работу новичка Чарльтона Хестона, но резко критиковал сам фильм, написав: «Новая звезда по имени Чарльтон Хестон – высокий, грубо отёсанный тип парня, который выглядит как многопрофильный полузащитник футбольной команды со Среднего Запада – получает несчастливый карьерный старт в низком и страшном по уровню преступности триллере «Тёмный город». Очевидно, что мистер Хестон, который работал в театре и на телевидении, обладает чем-то большим помимо внешности, чтобы его приглашали на драматические роли. Он обладает тихим, но убедительным магнетизмом, достоинством молодости и ощущением времени, без чего актёру не обойтись. Но в этой страшилке с «хватающей рукой» он призван сыграть что-то, не более сложное и требовательное, чем обреченный жуликоватый игрок» .
Журнал «Тайм-аут» позднее написал: «Учитывая, что Хестон провёл большую часть своей карьеры, играя монументальных героев, удивительно видеть его в роли мелкого преступника в этом его голливудском дебюте. Он играет героя войны, в жизни которого наступил тяжелый период, и он зарабатывает на жизнь сомнительной игрой в покер. Ему на пятки наступает маньяк-убийца, который хочет отомстить за смерть своего брата, который покончил жизнь самоубийством после того, как проиграл все деньги Хестону. Как понято из названия, мы находимся в царстве фильма нуар. Горестная музыка Франца Вэксмана и мрачная операторская работа Виктора Милнера обеспечивают достижение нужной атмосферы, но режиссёру-ветерану совсем не сдали хорошие карты его сценаристы».
В 2004 году кинокритик Деннис Шварц дал фильму смешанный отзыв, написав: «Режиссёр-ветеран Уильям Дитерле («Дьявол и Даниэль Уэбстер»), к несчастью, получил слабый сценарий, но талантливый состав актёров выжил из него всё, что можно… Мрачное настроение создаётся отличной чёрно-белой операторской работой Виктора Милнера. Прекрасно отстроенная нюансированная игра Хестона, парня, пошедшего по плохой дорожке, но которого может спасти любовь, придаёт этой мелодраме достаточно качеств фильма нуар, чтобы поднять его, но этого не достаточно, чтобы избавить его от скуки».